# Mecze finałowe Realu Madryt w europejskich rozgrywkach pucharowych
W europejskich rozgrywkach pucharowych Real Madryt występuje od 1955 roku. Dotychczas wystąpił w 20 finałach z których 15 zakończyły się zwycięstwem Realu. Najwięcej zwycięstw - jedenaście, klub odnotował w Pucharze Mistrzów UEFA.

## Puchar Zdobywców Pucharów
Występy klubu Real Madryt w finałach Pucharu Zdobywców Pucharów.
Stan wszystkich statystyk w artykule na 31 maja 2009.
- Bramek strzelonych: 2 .
- Bramek straconych: 4 .
- Finałów wygranych: 0 .
- Finałów przegranych: 2 .

### Mecze
19 maja 1971 (Stadion Karaiskákis, Pireus)
Chelsea F.C. - Real Madryt 1:1 (0:0, 1:1, 1:1), po dogrywce
- 1:0 Osgood 56 min.
- 1:1 Zoco 90 min.

CHELSEA:  P. Bonetti - Boyle, Dempsey, Hollins (91 - Mulligan), R. Harris (k), K. Weller, C. Cooke, Webb, Hudson, Osgood.
REAL: Borja - J. Luis, Benito, Zoco, Zunzunegui, Pirri, Velazguez, M. Perez (65 - Fleitas), Amancio, Grosso, Gento (70 - Grande).
21 maja 1971 (powtórka finału)
Chelsea F.C. - Real Madryt 2:1 (0:0)
- 1:0 Osgood 33 min.
- 2:0 Dempsey 39 min.
- 2:1 Fleitas 75 min.

CHELSEA:  P. Bonetti - Boyle, Dempsey, R. Harris (k), K. Weller, C. Cooke, Weller, Baldwin, Webb, Hudson, Osgood (73 - Smethurst), Houseman.
REAL: Borja - J. Luis, Benito, Zoco, Zunzunegui, Pirri (k), Velazguez (75 - Gento), Fleitas, Amancio, Grosso, Bueno (60 - Grande).
11 maja 1983 (Ullevi, Göteborg)
Aberdeen FC - Real Madryt 2:1 (1:1, 1:1, 1:1), po dogrywce
- 1:0 Black 7 min.
- 1:1 Juanito 14 min. (k)
- 2:1 Hewiit 112 min.

ABERDEEN: Leighton - Rougvie, McLeish, W. Miller (k), McMaster, N. Cooper, Strachan, McGhee, Simpson, Black (87 min. Hewitt), Weir.
REAL: Agustin - Juan Jose, Metgod, Bonet, Camacho (91 min. San Jose), Stielike, Gallego, Angel, Juanito, Santillana, Isidro (103 min. Salguero).

## Pucharu UEFA
Występy klubu Real Madryt w finałach Pucharu UEFA.
Stan wszystkich statystyk w artykule na 10 kwietnia 2011.
- Obecny sezon: 2010/2011.
- Bramek strzelonych: 8 .
- Bramek straconych: 4 .
- Finałów wygranych: 2 .
- Finałów przegranych: 0 .

### Mecze
Puchar UEFA
- 1984/1985  Real Madryt –  Videoton FC 3:0 (1:0), 0:1 (0:0)
- 1985/1986  Real Madryt –  1. FC Köln 5:1 (2:1), 0:2 (0:1)